# Cneo Domicio Tulo
Cneo o Gneo Domicio Tulo (En latín: Gnaeus Domitius Tullus) fue un senador romano y comandante militar que vivió entre finales del siglo I y principios del siglo II, y desarrolló su cursus honorum durante los reinados de Nerón, Vespasiano, Tito, Domiciano, Nerva, y Trajano. Su nombre completo era Gneo Domicio Curvio Tulo. Fue cónsul sufecto dos veces: la primera vez entre los años 75 y el 79; la segunda vez para el nundinium del 13 al 31 de enero de 98 como colega del emperador Trajano.

## Orígenes familiares
Tulo era hijo de Sexto Curvio Tulo, aristócrata de la Galia Narbonensis, y una mujer cuyo nombre probablemente era Ticia Marcela, Plinio el Joven explica que su padre había sido procesado por el orador Gneo Domicio Áfer y tuvo éxito en despojar Curvio Tulo de su ciudadanía y riqueza; sin embargo, Áfer luego hizo tanto a Tulo hijo como a su hermano Gneo Domicio Lucano sus herederos testamentarios, dejándoles su fortuna con la condición de que tomaran su apellido como propio.

## Carrera política
Su cursus honorum está registrado en dos inscripciones y proporciona un resumen de su vida. Tulo comenzó su carrera senatorial probablemente en su juventud como miembro de los decemviri stlitibus iudicandis, una de las cuatro magistraturas del Vigintivirato, un colegiado menor para ciudadanos que estaban al comienzo de su carrera. Esto fue seguido por el servicio como tribuno militar en la Legio V Alaudae en la frontera del Rin, la misma legión en la que sirvió su herman Lucano. Luego pasó por las filas de las magistraturas republicanas, primero como cuestor ayudando a un emperador desconocido (probablemente Nerón, cuyo nombre se omitía comúnmente en las inscripciones debido a la damnatio memoriae), luego como tribuno de la plebe y pretor, después de lo cual él y su hermano fueron nombrados legados, o comandante, de la Legio III Augusta, un cargo que incluía gobernar la provincia de Numidia, desde el año 70 al 73; Werner Eck sugiere que Lucano manejó las responsabilidades civiles mientras Tulo comandaba la legión. Después de esto, él y su hermano fueron incorporados a la clase patricia por el emperador Vespasiano alrededor de los años 72/73; no se registra la razón exacta de su promoción. A primera vista, parecería que fueron recompensados por su apoyo a la Dinastía Flavia durante el Año de los Cuatro Emperadores, pero después de examinar la evidencia, George W. Houston concluyó que su "elección puede interpretarse principalmente como una respuesta a una emergencia: la necesidad de un praetorius vir en sustitución de Sexto Sentio Ceciliano como legado de la legión III Augusta", luego ejerció su primer consulado en un año desconocido probablemente entre los años 73 y 75.
Después de su adlectio, Tulo sirvió como prefecto sobre una Vexillatio de legionarios que hicieron campaña contra las tribus germanas, y por su éxito recibió una dona militaria, o premio militar, apropiados a su rango. A esto le siguió su admisión en los Septemviri epulonum, uno de los cuatro antiguos sacerdocios romanos más prestigiosos. Luego sirvió durante un año como legado de su hermano Lucano, gobernador proconsular de África (84/85), antes de desempeñarse como gobernador proconsular de África él mismo en el periodo 85/86.
La vida activa de Tulo lo dejó "retorcido y lisiado en todos los miembros", para citar a Plinio, quien señala que en su vejez, Tulo estaba tan debilitado "que podía cambiar de postura sólo con la ayuda de otros" y necesitaba ayuda para lavarse y cepillarse sus dientes. "A menudo se le oía decir", continúa Plinio, "cuando se quejaba de las indignidades de su estado debilitado, que todos los días lamía los dedos de sus esclavos".

## Familia
Si el hecho de que Lucano y Tulo ocuparan varios cargos al mismo tiempo no fuera prueba suficiente de que estos hermanos eran muy cercanos, entonces la carta de Plinio escrita tras la muerte de Tulo, donde menciona un claro ejemplo de su lealtad entre ellos, proporcionaría eso.
Lucano se casó con la hija de Tito Curtilio Mancia, cónsul sufecto en el 55; con ella, Lucano tuvo una hija, Domicia Lucila. Sin embargo, Mancia desarrolló un odio por Lucano y se ofreció a hacer de Lucila su heredera solo si Lucano la liberaba de su poder como paterfamilias; esto evitaría que Lucano se beneficiara de la herencia. Lucano accedio a ello, solo para que Tulo luego la adoptara.
Domicia Lucila se casó más tarde con Publio Calvisio Tulo Rusón y su hija, Domicia Lucila, fue la madre del emperador Marco Aurelio.
De la carta de Plinio, no está claro si Tulo tuvo hijos propios. Menciona que se había casado con una mujer "con un pedigrí distinguido y un carácter honesto" cuando era anciano, lisiado y estaba debilitado por su enfermedad, que ella había estado casada antes pero era viuda y tenía hijos de su matrimonio anterior. El, elogia la perseverancia perseverancia de la esposa de Tulo por permanecer a su lado a pesar de su condición, pero Plinio no nos dice su nombre.